# Pfaffenhütchen-Gespinstmotte

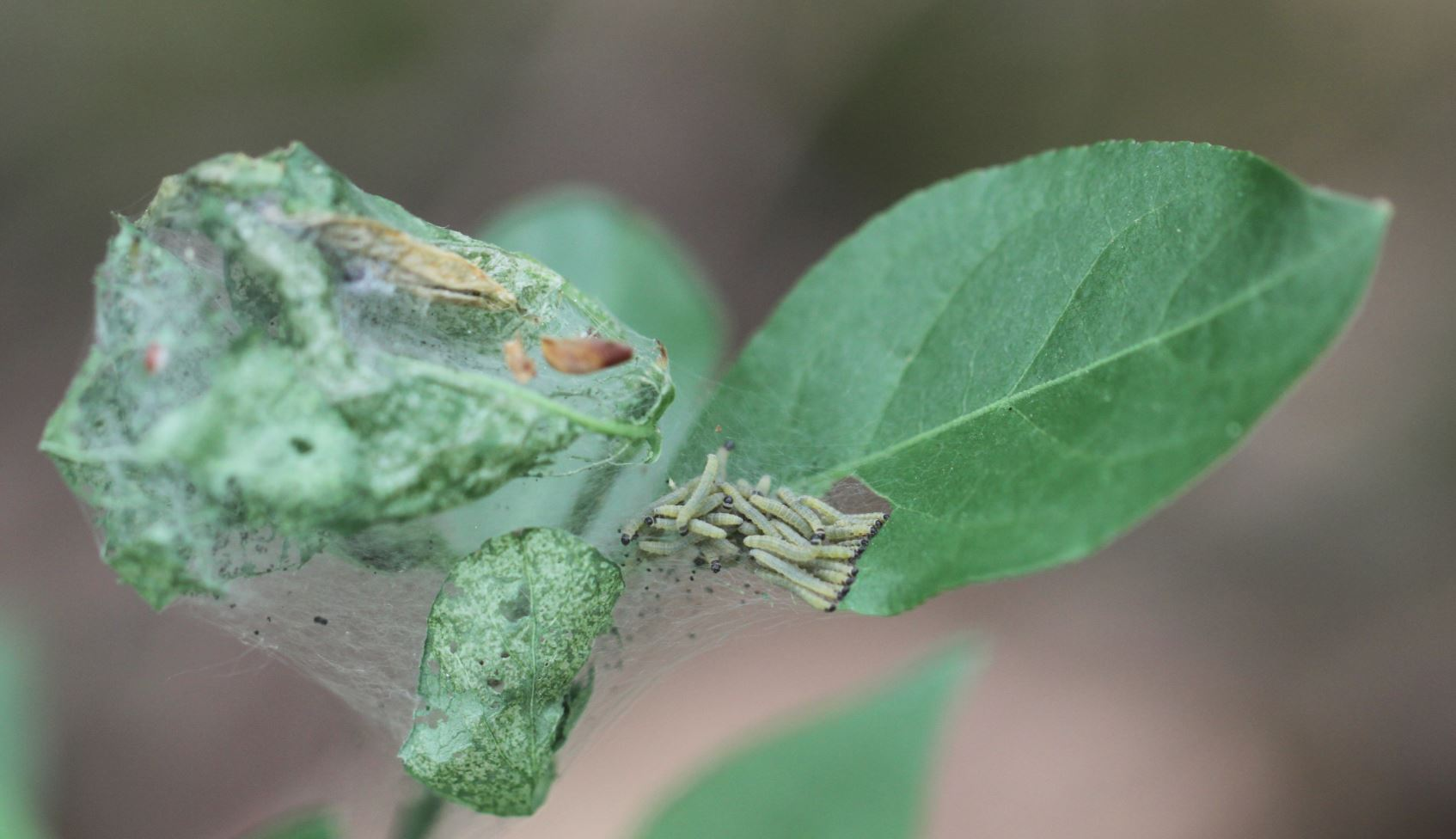
Jungraupen beim Blattfraß

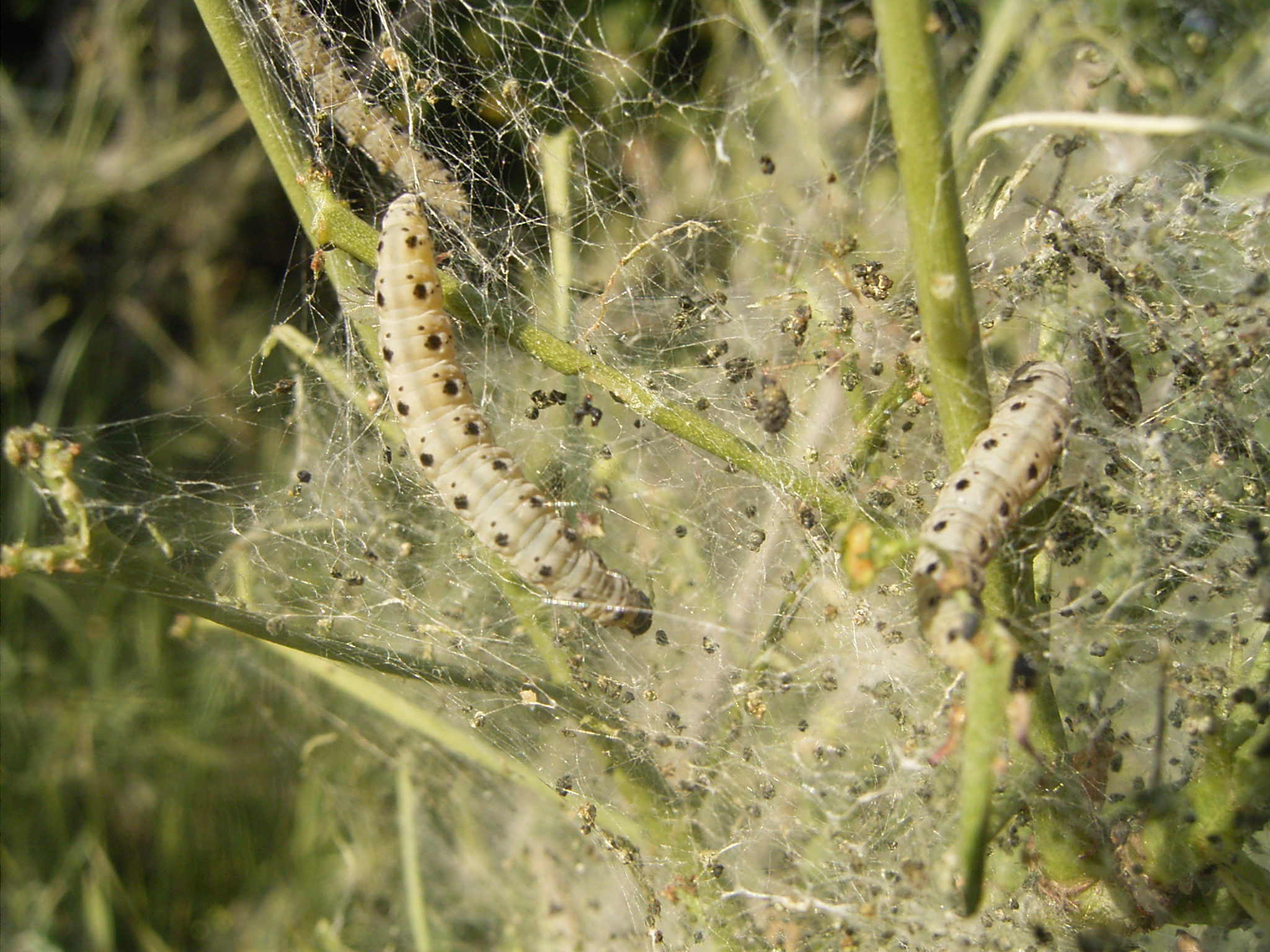
Raupen der Pfaffenhütchen-Gespinstmotte

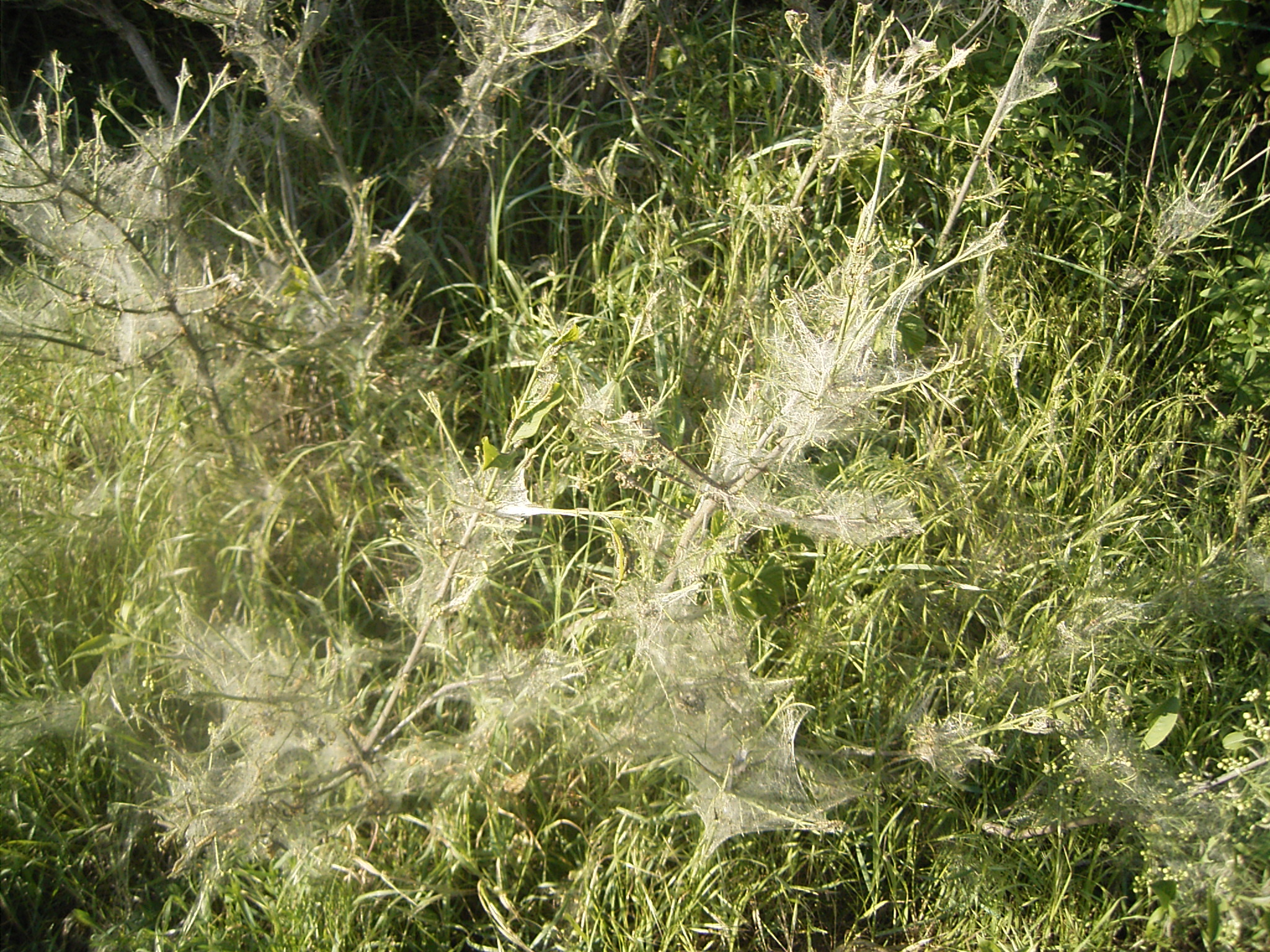
Von Gespinsten übersponnenes Geäst nach Kahlfraß

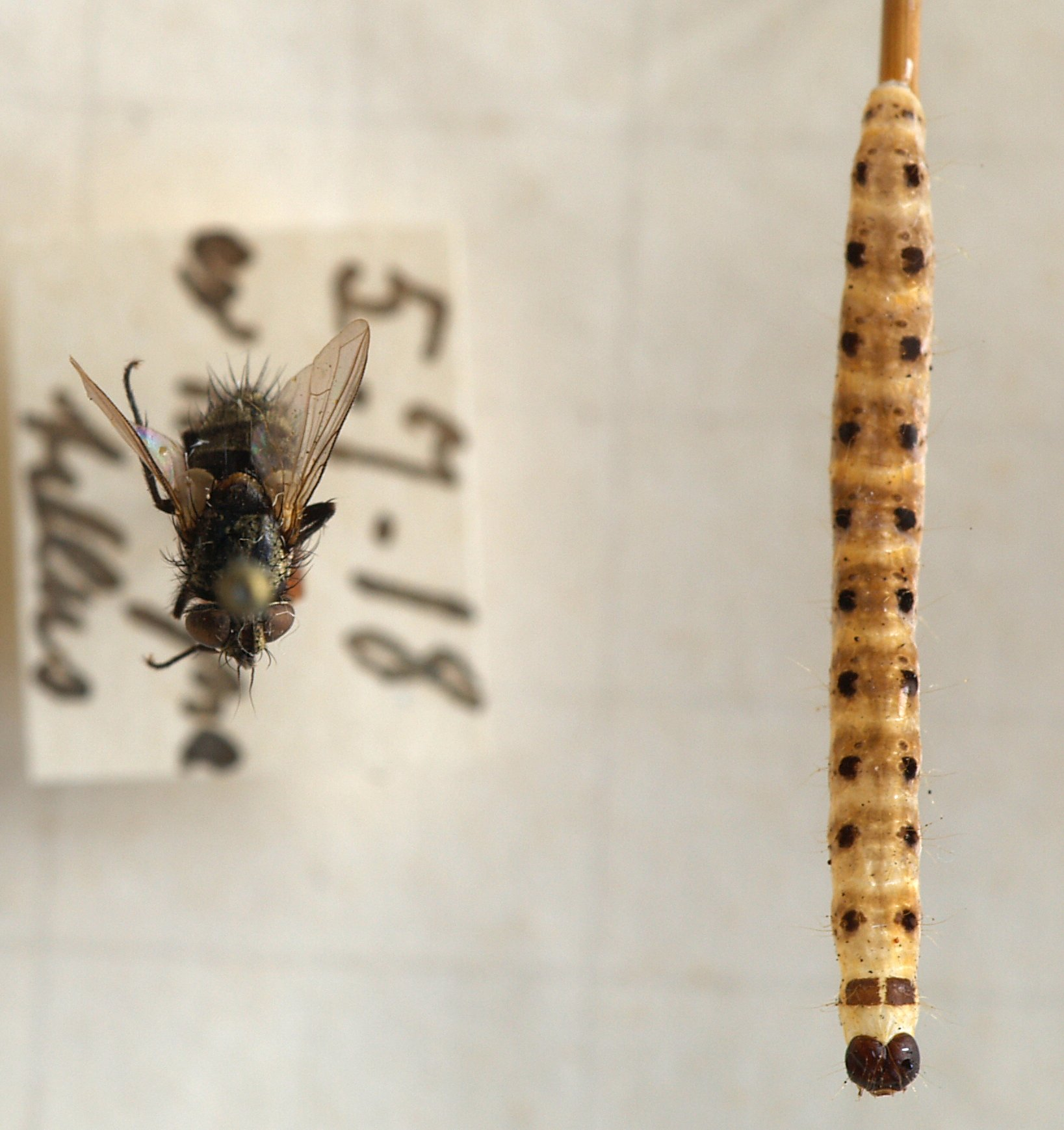
Raupenfliege, welche aus einer Larve der Pfaffenhütchen-Gespinstmotte geschlüpft ist

Die Pfaffenhütchen-Gespinstmotte (Yponomeuta cagnagella) ist ein Schmetterling (Nachtfalter) aus der Familie der Gespinst- und Knospenmotten (Yponomeutidae).

## Merkmale
Bei der Pfaffenhütchen-Gespinstmotte handelt es sich um einen sehr kleinen Falter mit einer Flügelspannweite von 18 bis 24 Millimetern. Der Kopf und die Kopfanhänge sind weiß. Der Thorax und die Schuppen am Flügelgelenk des Mesothorax (Tegulae) sind weiß und wie bei der Pflaumen-Gespinstmotte (Yponomeuta padella) mit schwarzen Punkten versehen. Hinterflügel, Beine und Abdomen sind wie bei Y. padella gefärbt.
Die Eier sind rundlich und abgeplattet. Sie sind zunächst gelb gefärbt und werden dann braun. 
Die Raupen sind hellbraun bis hellgrau mit dunklen Flecken und haben einen dunkelgrauen Kopf. Sie fressen gesellig auf Pfaffenhütchen (Euonymus spec.). An Pfaffenhütchen fressen auch die sehr ähnlichen Raupen von Yponomeuta irrorella, aber meist einzeln.
Die Puppen sind gleichmäßig braun, meist sind die letzten drei Abdominalsegmente dunkler. Der Kremaster und die Borsten ähneln denen von Y. padella.

### Ähnliche Arten
Yponomeuta cagnagella ist sowohl vom Habitus als auch von genitalmorphologischen Merkmalen kaum von Yponomeuta padella, Yponomeuta malinellus und Yponomeuta rorella zu unterscheiden. Auch die Präimaginalstadien zeigen nur geringe Differenzen. Die Eigenständigkeit der oben genannten Arten wurde jedoch von Menken 1980 belegt. Von Y. padella und Y. malinellus kann die Pfaffenhütchen-Gespinstmotte anhand der weißen Vorderflügel mit den weißen endständigen Fransen unterschieden werden.

## Geographische Verbreitung und Lebensraum
Die Art ist in Europa weit verbreitet und wird vor allem auf kalkhaltigen Böden angetroffen, auf denen die Nahrungspflanzen gedeihen.

## Lebensweise
Die Pfaffenhütchen-Gespinstmotte bildet eine Generation pro Jahr, deren Falter von Juli bis August fliegen. Die Tiere sind jedoch beim Schlüpfen noch nicht geschlechtsreif. Die Weibchen beginnen frühestens nach zehn Tagen die Männchen anzulocken. Die erste Kopulation findet im Durchschnitt erst nach knapp 15 Tagen statt. Die Weibchen kopulieren mit mehreren Männchen. Die Ausbreitung ist relativ gering; die Falter werden sehr selten weiter als 100 m vom Schlupfort gefunden. Sie werden von künstlichen Lichtquellen angezogen.
Die wichtigste Nahrungspflanze der Pfaffenhütchen-Gespinstmotte ist der Gewöhnliche Spindelstrauch (Euonymus europaeus), der wegen des Aussehens seiner Früchte auch als Pfaffenhütchen bezeichnet wird, an dem aber auch die Fleckige Pfaffenhütchen-Gespinstmotte Yponomeuta irrorella vorkommt. Daneben wird auch der Japanische Spindelstrauch (Euonymus japonicus) als Nahrungspflanze erwähnt. Die Eier werden in Gruppen von 50 bis 100 Stück an den Zweigen der Raupennahrungspflanzen abgelegt. 
Die Eiraupen überwintern normalerweise, um dann im Mai des nächsten Jahres in einem endständigen Blatt zu minieren, welches dadurch verwelkt. Von Mai bis Juni leben die Raupen gesellig in weitläufigen feinen Gespinsten, wobei häufig ganze Büsche überzogen und entblättert werden. Die Raupen benagen die Rinde der Zweige. Sie stellen das Fressen ungefähr vier bis fünf Tage vor der Verpuppung ein. Die Verpuppung findet von Juni bis Juli in einem dichten weißen Sammelgespinst statt. Die senkrecht hängenden Kokons sind nur undeutlich ausgebildet und voneinander getrennt. Sie schlüpfen 10 bis 20 Tage nach der Verpuppung.

## Bedeutung für den Menschen
Die Raupen und Gespinste der Pfaffenhütchen-Gespinstmotte rufen keine allergischen Hautreaktionen hervor.

## Parasiten
An den Larven der Pfaffenhütchen-Gespinstmotte parasitieren verschiedene Arten von Raupenfliegen (Tachinidae): Bactromyia aurulenta (Meigen, 1824), Phryxe nemea (Meigen, 1824), Bessa parallela (Meigen, 1824) und Eurysthaea scutellaris (Robineau-Desvoidy, 1848).